# Liste der Orte im Saale-Orla-Kreis
Diese Liste enthält alle Orte (Gemeinden und Ortsteile) im thüringischen Saale-Orla-Kreis.
| Ort                                   | Gemeinde                          | Einwohner (ca.) |
| ------------------------------------- | --------------------------------- | --------------- |
| Alsmannsdorf                          | Dreitzsch                         | 40              |
| Altengesees                           | Remptendorf                       | 230             |
| Bad Lobenstein, Stadt                 | Bad Lobenstein                    | 5.300           |
| Bahren                                | Peuschen                          | 70              |
| Birkenhügel                           | Rosenthal am Rennsteig            | 436             |
| Blankenberg                           | Rosenthal am Rennsteig            | 1.024           |
| Blankenstein                          | Rosenthal am Rennsteig            | 870             |
| Blintendorf                           | Gefell                            | 235             |
| Bodelwitz                             | Bodelwitz                         | 617             |
| Bucha                                 | Neustadt an der Orla              | 90              |
| Burgk                                 | Schleiz                           | 91              |
| Burglemnitz                           | Remptendorf                       | 100             |
| Burgwitz                              | Kospoda                           | 75              |
| Burkersdorf, bei Neustadt an der Orla | Triptis                           | 26              |
| Burkersdorf, bei Zeulenroda           | Tegau                             | 90              |
| Breitenhain                           | Neustadt an der Orla              | 100             |
| Chursdorf                             | Dittersdorf                       | 206             |
| Crispendorf                           | Schleiz                           | 419             |
| Daumitsch                             | Grobengereuth                     | 80              |
| Dittersdorf                           | Dittersdorf                       | 218             |
| Dobareuth                             | Gefell                            | 400             |
| Dobian                                | Krölpa                            | 145             |
| Döblitz                               | Triptis                           | 60              |
| Döbritz                               | Döbritz                           | 205             |
| Dragensdorf                           | Dittersdorf                       | 72              |
| Dreba                                 | Neustadt an der Orla              | 280             |
| Dreitzsch                             | Dreitzsch                         | 410             |
| Dröswein                              | Schleiz                           | 70              |
| Ebersdorf                             | Saalburg-Ebersdorf                | 989             |
| Eliasbrunn                            | Remptendorf                       | 250             |
| Eßbach                                | Eßbach                            | 220             |
| Friedebach                            | Krölpa                            | 150             |
| Friesau                               | Saalburg-Ebersdorf                | 413             |
| Frössen                               | Gefell                            | 210             |
| Gahma                                 | Remptendorf                       | 140             |
| Gebersreuth                           | Gefell                            | 190             |
| Gefell, Stadt                         | Gefell                            | 1.250           |
| Geroda                                | Geroda                            | 150             |
| Gertewitz                             | Gertewitz                         | 166             |
| Gleima                                | Remptendorf                       | 140             |
| Göritz                                | Hirschberg                        | 250             |
| Görkwitz                              | Görkwitz                          | 250             |
| Göschitz                              | Göschitz                          | 170             |
| Gössitz                               | Gössitz                           | 340             |
| Göttengrün                            | Gefell                            | 115             |
| Gräfendorf                            | Krölpa                            | 182             |
| Gräfenwarth                           | Schleiz                           | 350             |
| Grobengereuth                         | Grobengereuth                     | 150             |
| Grochwitz                             | Schleiz                           | 60              |
| Grumbach                              | Wurzbach                          | 172             |
| Haidefeld                             | Gefell                            | 50              |
| Harra                                 | Rosenthal am Rennsteig            | 800             |
| Heberndorf                            | Wurzbach                          | 270             |
| Heinersdorf                           | Wurzbach                          | 358             |
| Helmsgrün                             | Bad Lobenstein                    | 250             |
| Herschdorf                            | Krölpa                            | 180             |
| Hirschberg, Stadt                     | Hirschberg                        | 1.700           |
| Hütten                                | Krölpa                            | 90              |
| Keila                                 | Keila                             | 89              |
| Kießling                              | Rosenthal am Rennsteig            | 120             |
| Kirschkau                             | Kirschkau                         | 242             |
| Kleina                                | Neustadt an der Orla              | 100             |
| Kleindembach                          | Langenorla                        | 500             |
| Kloster                               | Saalburg-Ebersdorf                | 44              |
| Knau                                  | Neustadt an der Orla              | 580             |
| Kolba                                 | Oppurg                            | 300             |
| Kopitzsch                             | Miesitz                           | 100             |
| Kospoda                               | Kospoda                           | 265             |
| Köthnitz                              | Neustadt an der Orla              | 100             |
| Krölpa                                | Krölpa                            | 1.450           |
| Kulm                                  | Saalburg-Ebersdorf                | 109             |
| Külmla                                | Schöndorf                         | 100             |
| Künsdorf                              | Tanna                             | 200             |
| Langenbuch                            | Schleiz                           | 250             |
| Langendembach                         | Langenorla                        | 500             |
| Langenorla                            | Langenorla                        | 500             |
| Langgrün                              | Gefell                            | 215             |
| Laskau                                | Peuschen                          | 50              |
| Lausnitz bei Neustadt an der Orla     | Lausnitz bei Neustadt an der Orla | 343             |
| Lemnitz                               | Lemnitz                           | 250             |
| Leubsdorf                             | Lemnitz                           | 150             |
| Lichtenau                             | Neustadt an der Orla              | 199             |
| Lichtenbrunn                          | Bad Lobenstein                    | 250             |
| Liebengrün                            | Remptendorf                       | 430             |
| Liebschütz                            | Remptendorf                       | 530             |
| Linda                                 | Neustadt an der Orla              | 120             |
| Löhma                                 | Löhma                             | 288             |
| Lössau                                | Schleiz                           | 240             |
| Meilitz                               | Kospoda                           | 65              |
| Mielesdorf                            | Tanna                             | 270             |
| Miesitz                               | Miesitz                           | 215             |
| Mittelpöllnitz                        | Mittelpöllnitz                    | 250             |
| Moderwitz                             | Neustadt an der Orla              | 343             |
| Mödlareuth1                           | Gefell                            | 30              |
| Mönchgrün                             | Görkwitz                          | 60              |
| Möschlitz                             | Schleiz                           | 480             |
| Moßbach                               | Moßbach                           | 380             |
| Moxa                                  | Moxa                              | 86              |
| Neundorf (bei Lobenstein)             | Rosenthal am Rennsteig            | 627             |
| Neundorf (bei Schleiz)                | Neundorf (bei Schleiz)            | 160             |
| Neunhofen                             | Neustadt an der Orla              | 548             |
| Neustadt an der Orla, Stadt           | Neustadt an der Orla              | 7.385           |
| Nimritz                               | Nimritz                           | 317             |
| Oberböhmsdorf                         | Schleiz                           | 500             |
| Oberkoskau                            | Tanna                             | 75              |
| Oberlemnitz                           | Bad Lobenstein                    | 150             |
| Oberoppurg                            | Oberoppurg                        | 184             |
| Oberpöllnitz                          | Triptis                           | 600             |
| Oelsen                                | Krölpa                            | 62              |
| Oettersdorf                           | Oettersdorf                       | 865             |
| Oppurg                                | Oppurg                            | 700             |
| Oschitz                               | Schleiz                           | 400             |
| Oßla                                  | Wurzbach                          | 401             |
| Ottmannsdorf                          | Triptis                           | 90              |
| Pahnstangen                           | Neundorf (bei Schleiz)            | 140             |
| Paska                                 | Paska                             | 118             |
| Peuschen                              | Peuschen                          | 370             |
| Pillingsdorf                          | Triptis                           | 120             |
| Plothen                               | Plothen                           | 293             |
| Pöritzsch                             | Saalburg-Ebersdorf                | 138             |
| Pörmitz                               | Pörmitz                           | 200             |
| Porstendorf                           | Mittelpöllnitz                    | 50              |
| Posen                                 | Neustadt an der Orla              | 100             |
| Pößneck, Stadt                        | Pößneck                           | 12.900          |
| Pottiga                               | Rosenthal am Rennsteig            | 448             |
| Quaschwitz                            | Quaschwitz                        | 66              |
| Raila                                 | Saalburg-Ebersdorf                | 121             |
| Ranis, Stadt                          | Ranis                             | 1.824           |
| Rauschengesees                        | Remptendorf                       | 120             |
| Rehmen                                | Oppurg                            | 250             |
| Reinsdorf                             | Moßbach                           | 35              |
| Remptendorf                           | Remptendorf                       | 1.150           |
| Rockendorf                            | Krölpa                            | 548             |
| Rödersdorf                            | Göschitz                          | 100             |
| Röppisch                              | Saalburg-Ebersdorf                | 209             |
| Rosendorf                             | Rosendorf                         | 80              |
| Rothenacker                           | Tanna                             | 175             |
| Ruppersdorf                           | Remptendorf                       | 270             |
| Saalburg, ehemalige Stadt             | Saalburg-Ebersdorf                | 800             |
| Saaldorf                              | Bad Lobenstein                    | 150             |
| Schilbach                             | Tanna                             | 300             |
| Schlegel                              | Rosenthal am Rennsteig            | 240             |
| Schleiz, Stadt                        | Schleiz                           | 6.350           |
| Schmieritz                            | Schmieritz                        | 140             |
| Schmorda                              | Schmorda                          | 89              |
| Schönborn                             | Triptis                           | 120             |
| Schönbrunn                            | Saalburg-Ebersdorf                | 601             |
| Schöndorf                             | Schöndorf                         | 130             |
| Schweinitz                            | Pößneck                           | 70              |
| Seibis                                | Rosenthal am Rennsteig            | 120             |
| Seisla                                | Seisla                            | 90              |
| Seubtendorf                           | Tanna                             | 200             |
| Solkwitz                              | Solkwitz                          | 65              |
| Sparnberg                             | Hirschberg                        | 150             |
| Spielmes                              | Tanna                             | 60              |
| Stanau                                | Neustadt an der Orla              | 141             |
| Steinbrücken                          | Neustadt an der Orla              | 100             |
| Stelzen                               | Tanna                             | 300             |
| Straßenreuth                          | Gefell                            | 20              |
| Strößwitz                             | Neustadt an der Orla              | 50              |
| Tanna, Stadt                          | Tanna                             | 1.800           |
| Tausa                                 | Schöndorf                         | 60              |
| Tegau                                 | Tegau                             | 300             |
| Thierbach                             | Remptendorf                       | 140             |
| Thimmendorf                           | Remptendorf                       | 275             |
| Titschendorf                          | Wurzbach                          | 242             |
| Tömmelsdorf                           | Tömmelsdorf                       | 60              |
| Trannroda                             | Krölpa                            | 120             |
| Traun                                 | Schmieritz                        | 75              |
| Triptis, Stadt                        | Triptis                           | 2.900           |
| Ullersreuth                           | Hirschberg                        | 170             |
| Unterkoskau                           | Tanna                             | 300             |
| Unterlemnitz                          | Bad Lobenstein                    | 350             |
| Venzka                                | Hirschberg                        | 120             |
| Volkmannsdorf                         | Volkmannsdorf                     | 282             |
| Walsburg                              | Eßbach                            | 40              |
| Weira                                 | Weira                             | 417             |
| Weisbach                              | Remptendorf                       | 175             |
| Weitisberga                           | Wurzbach                          | 186             |
| Weltwitz                              | Schmieritz                        | 200             |
| Wernburg                              | Wernburg                          | 722             |
| Wernsdorf                             | Saalburg-Ebersdorf                | 87              |
| Wilhelmsdorf                          | Wilhelmsdorf                      | 232             |
| Willersdorf                           | Tanna                             | 150             |
| Wittchenstein                         | Geroda                            | 120             |
| Wöhlsdorf                             | Seisla                            | 60              |
| Wurzbach, Stadt                       | Wurzbach                          | 1.800           |
| Wüstenwetzdorf                        | Tömmelsdorf                       | 80              |
| Zella                                 | Krölpa                            | 100             |
| Ziegenrück, Stadt                     | Ziegenrück                        | 731             |
| Zollgrün                              | Tanna                             | 330             |
| Zoppoten                              | Saalburg-Ebersdorf                | 293             |
| Zwackau                               | Rosendorf                         | 90              |

1) Das Dorf Mödlareuth ist geteilt: der südliche Teil gehört zur Gemeinde Töpen im Landkreis Hof in Bayern.

## Weitere Ortsteile
- Zu Dittersdorf gehört das Gehöft Sorna und die Häusergruppe Waldhäuser.
- Zu Geroda gehört das Gehöft Geheege.
- Zu Hirschberg gehören die Gehöfte Juchhöh und Lehesten.
- Zu Neustadt an der Orla gehören die Dörfer Arnshaugk, Börthen, Döhlen und Molbitz, die mit der Stadt zusammengewachsen sind und das Gehöft Sachsenburg.
- Zu Plothen gehört die Siedlung Neudeck.
- Zu Pößneck gehören die Dörfer Jüdewein, Köstitz, Öpitz und Schlettwein, die mit der Stadt zusammengewachsen sind.
- Zu Ranis gehören die Gehöfte Heroldshof und Ludwigshof sowie das Schloss Brandenstein mit seiner Siedlung.
- Zu Remptendorf gehören die Zschachenmühle, die Lückenmühle und die Siedlung Karolinenfield.
- Zu Rosenthal am Rennsteig gehört innerhalb des Ortsteiles Blankenberg das Gehöft Arlas. Zum Ortsteil Neundorf (bei Lobenstein) gehört das Gehöft Hornsgrün. Der Ortsteil Birkenhügel entstand aus der Fusion der zusammengewachsenen Orte Lerchenhügel und Pirk.
- Zu Schleiz gehören die Siedlungen Heinrichsruh und Wüstendittersdorf. Zum Ortsteil Burgk gehören der Burgkhammer und das Gehöft Isabellengrün. Zum Ortsteil Crispendorf gehören die Gehöfte Dörflas und Erkmannsdorf.
- Zu Tanna gehört die Siedlung Ebersberg. Außerdem gehört das Dorf Frankendorf, das mit der Stadt zusammengewachsen ist, zu Tanna.
- Zu Triptis gehört das Gehöft Hasla.
- Zu Volkmannsdorf gehört die Finkenmühle.
- Zu Weira gehört das Gehöft Krobitz.
- Zu Wernburg gehört das Gehöft Seebach.
- Zu Wilhelmsdorf gehört das Gehöft Kalte Schenke.
- Zu Wurzbach gehören die Siedlungen Rodacherbrunn, Heinrichshöhe, Heinrichsort, Haslersberg, Knauermühle, Klettigshammer und Dürrenbach.